# Prora

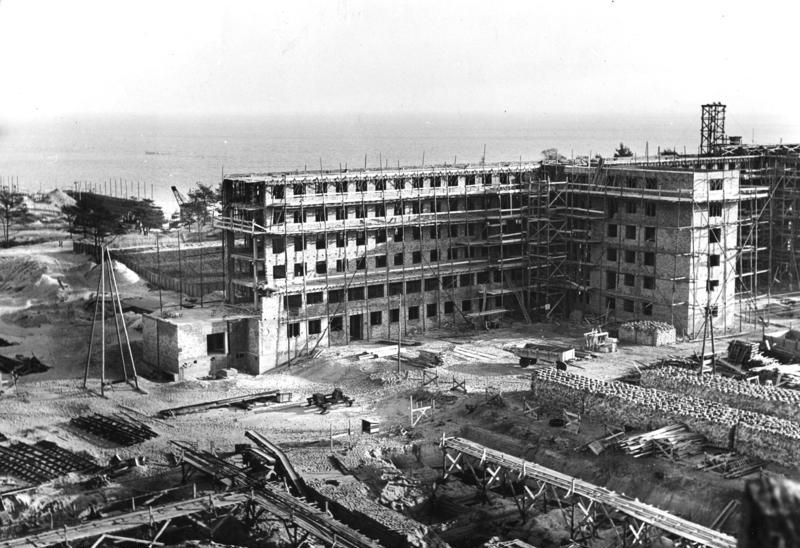
Byggnationen 1937

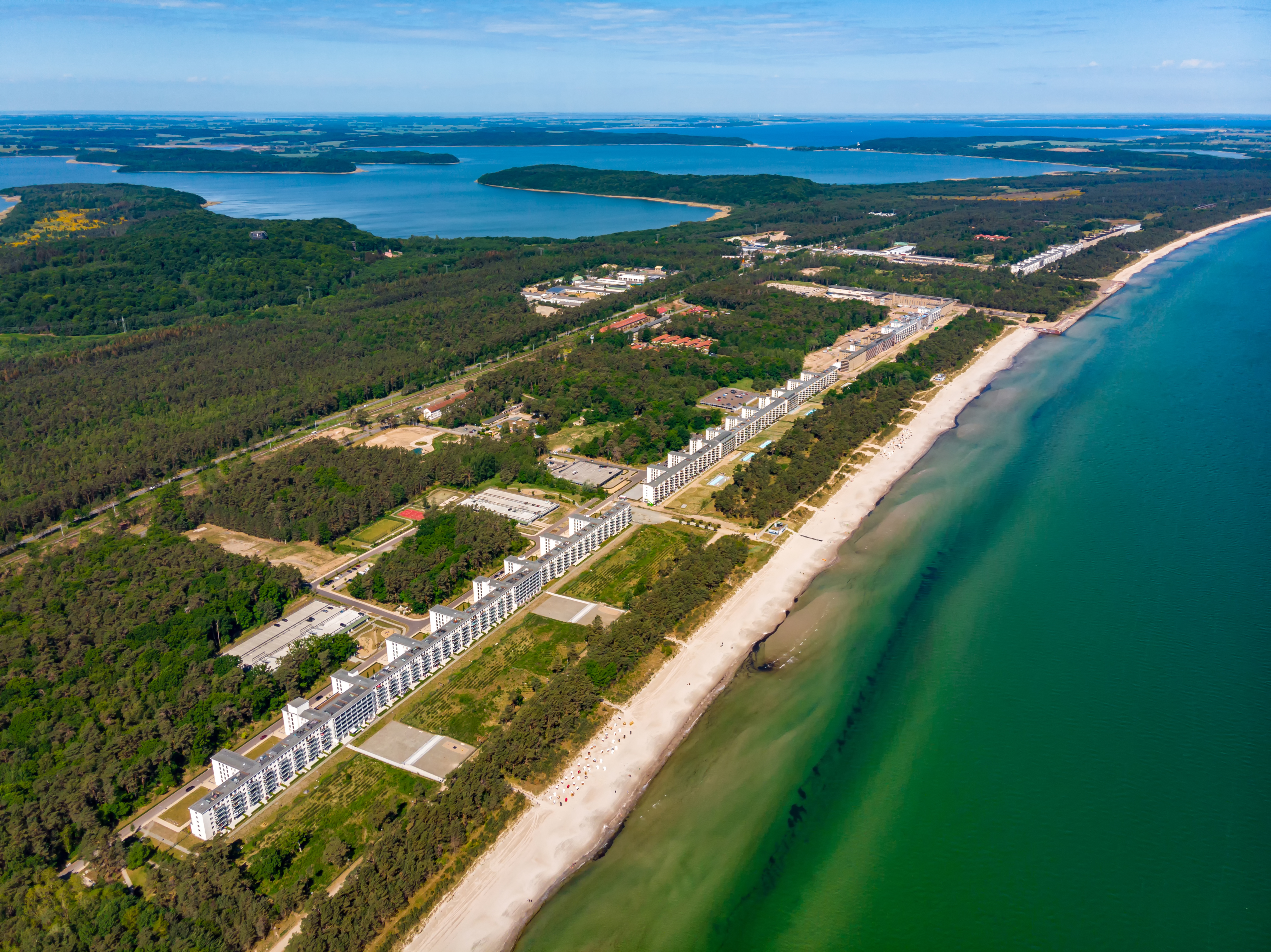
Prora 2020.

Prora, eller Seebad Prora, är världens längsta byggnadskomplex. I den finns världens längsta vandrarhem men semesteranläggningen, som byggdes åren 1936–1939, färdigställdes aldrig. Prora ligger vid havsbukten Prorer Wiek på den tyska ön Rügen vid Östersjön. Robert Ley, ledare för fritidsorganisationen Kraft durch Freude (KdF), hade med Adolf Hitlers godkännande beslutat att en semesteranläggning skulle anläggas här. Denna gigantiska semesteranläggning var tänk för Tredje rikets arbetare i nationalsocialistisk anda och var ett av Adolf Hitlers favoritprojekt. KdF var en underorganisation till den nazistyrda fackföreningsrörelsen "Deutsche Arbeitsfront" och syftet med Prora var att kunna erbjuda en stor andel tyska medborgare en billig semester vid havet. Anläggningen planerades för 10 000 rum och en kapacitet på 20 000 gäster. Då alla gäster skulle få stanna i tio dagar skulle bara denna byggnad kunna hantera mellan 400 000 och 500 000 besökare årligen. Lägger man till de KdF-skepp som skulle lägga till vid Prora handlade det om minst det dubbla antalet semesterfirare årligen, enligt vad som planerades.
Bygget påbörjades i april 1936 och under de få år som Prora var under uppbyggnad var alla större byggföretag i riket och nästan 9 000 arbetare involverade i detta projekt. År 1938 hade byggkostnaderna nått 237,5 miljoner RM (motsvarande 1,06 miljarder euro 2009).
När andra världskriget bröt ut 1939 upphörde byggandet på Prora och byggnadsarbetarna flyttade till V-Weapons fabrik i Peenemünde. De åtta bostadshusen samt teatern och biografen förblev tomma skal. Simbassängerna och festivalhallen blev aldrig av. Om komplexet hade färdigställts skulle det ha varit den största semesterorten i världen.
Prora är ett distrikt i kommunen Binz på Rügen. Den ligger direkt vid Östersjökusten i centrum av Prorer Wiek och uppstod från KdF-badorten Rügen, som byggdes mellan 1936 och 1939 men förblev ofärdig. Organisationen Styrka genom glädje (KdF) (som var underställd tyska arbetarfronten (DAF)) var tänkt att låta 20 000 personer semestra i komplexet samtidigt. Början av andra världskriget 1939 hindrade den från att färdigställas som en badort. 
Under kriget fungerade några av komplexets senare bostadshus som träningsanläggning för flygvapenhjälpare och en polisbataljon. Själva kolossens skalblock förblev obeboeliga. 1943 utökades delar av det södra kvarteret för att skapa ersättningskvarter för Hamburgare som bombades ut som en del av Operation Gomorrah. Från 1944 hade Wehrmacht ett litet militärsjukhus i Prora. Mot slutet av kriget hittade även flyktingar från de östra regionerna ett boende i Prora, återigen mestadels i de senare bostadshusen. De tvingades fly från Röda arméns framfart.
Varje rum på Prora skulle ha havsutsikt, därav den långa utsträckta huskroppen. Prora byggdes 150 meter från stranden i sex våningar och med en längd av 4,5 kilometer, vars totala längd avbröts i mitten av en stor festplats. Den stora restaurangen och festplatsen påbörjades aldrig, men var planerad för en kapacitet på 20 000 sittande gäster. Arkitekt för Prora var Clemens Klotz (1886-1969). 
I april 1938 började själva husbygget med bärande delar i betong, men arbetet avbröts i samband med utbrottet av andra världskriget 1939. Under kriget fungerade Prora bland annat som fältsjukhus och vid krigsslutet som anläggning för Röda Armén. En del av det enorma Prorabygget färdigställdes av DDR-regimen, en del står som ruiner och en del sprängdes bort, men det senare var svårt då betongfundamenten var för starka. Under DDR-tiden fortsatte man att använda byggnaden för militära ändamål, varför området inte var tillåtet att besöka för utländska besökare. Byggnaden fanns ej med i östtyska turistguider. 
Den gemensamma tyska armén övertog området 1990 och flyttade ut 1992. Sedan 1993 är området öppet för allmänheten. I en del av byggnaden finns idag ett museum och butiker, restauranger mm.
Stora delar av komplexet håller i dagsläget (Sept. 2014) på att renoveras och vissa delar är redan klara som lägenheter och vissa andra delar kommer att vara klara 2015 och då skall både hotell med spa-anläggning plus fler lägenheter vara klara. 
Prora var inte naziregimens enda planerade semesteranläggning. Liknande anläggningar i Timmendorfer Strand utanför Lübeck och i Kolberg i Pommern planerades. Dessa komplex kom aldrig att förverkligas.

## Galleri

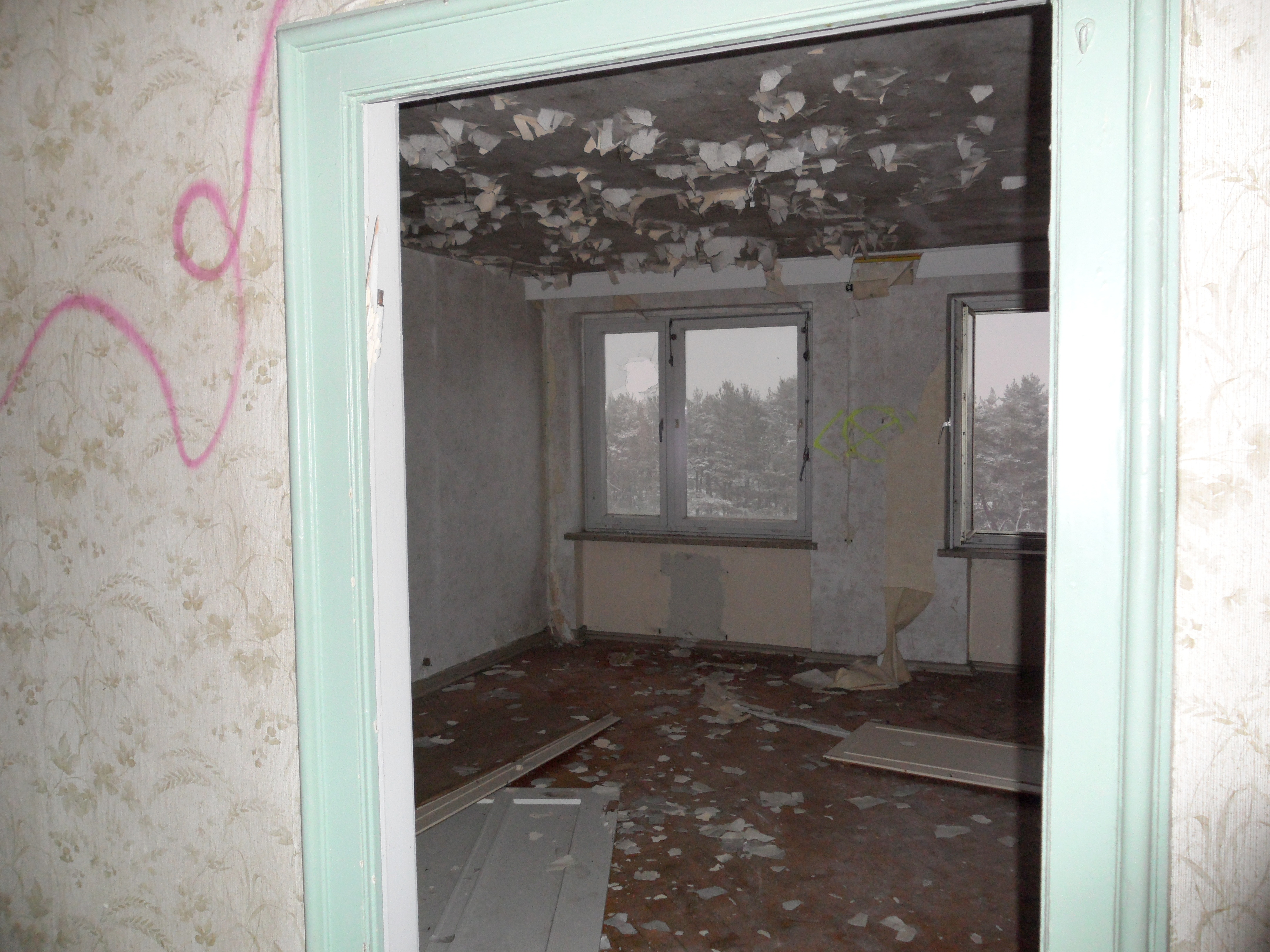
Typiskt rum 2010.
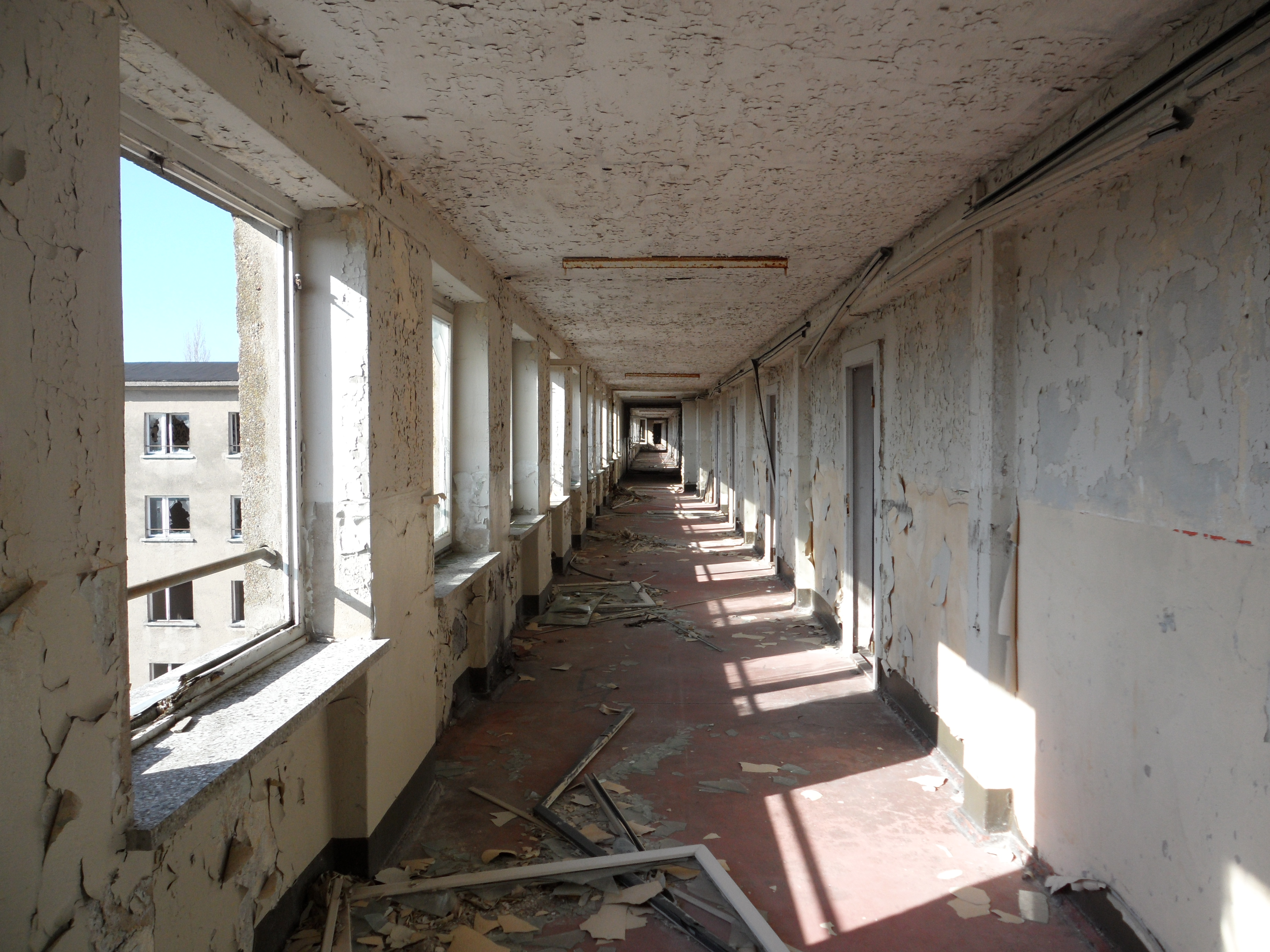
Korridor 2011.
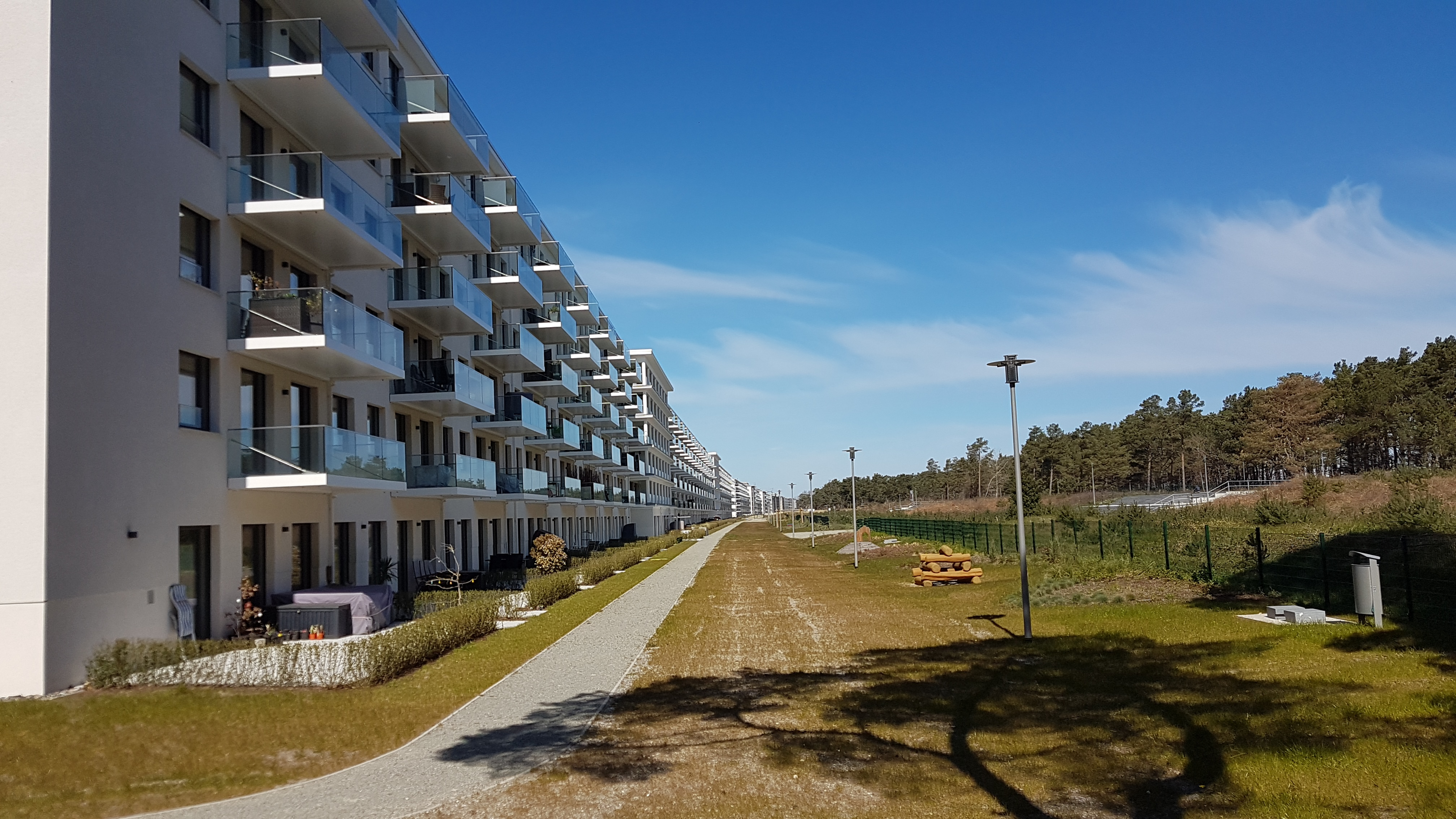
Renoverat 2019.
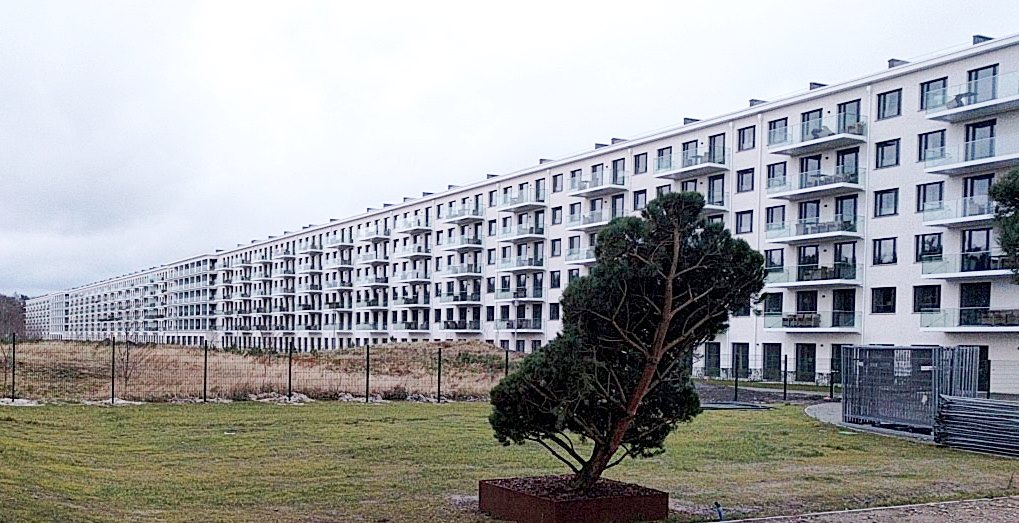
Renoverat 2016.
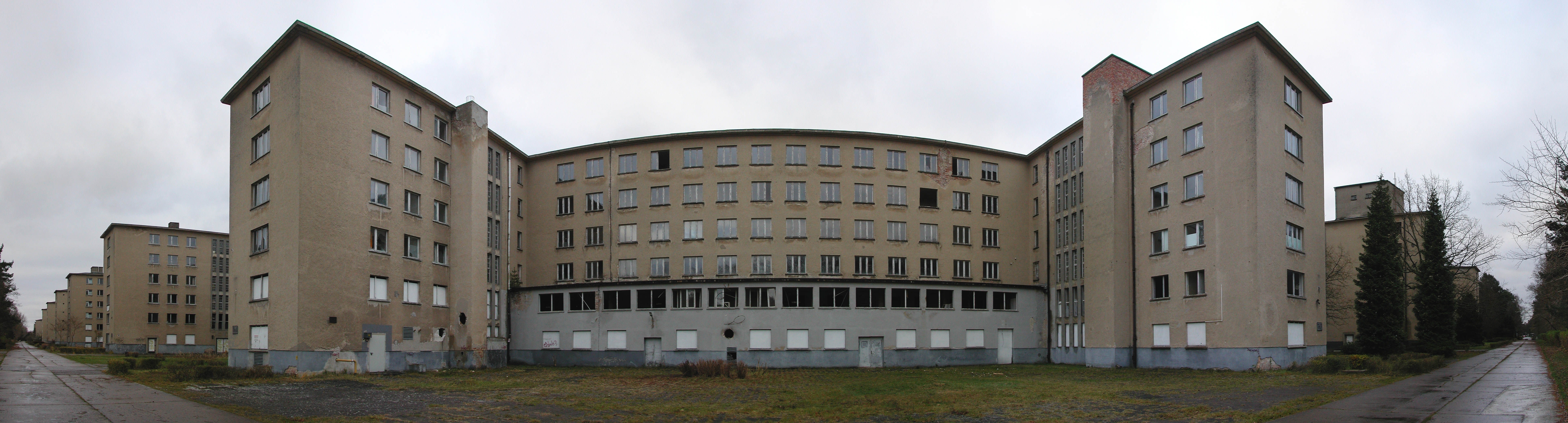
Panorama från landsidan före renoveringen 2007.
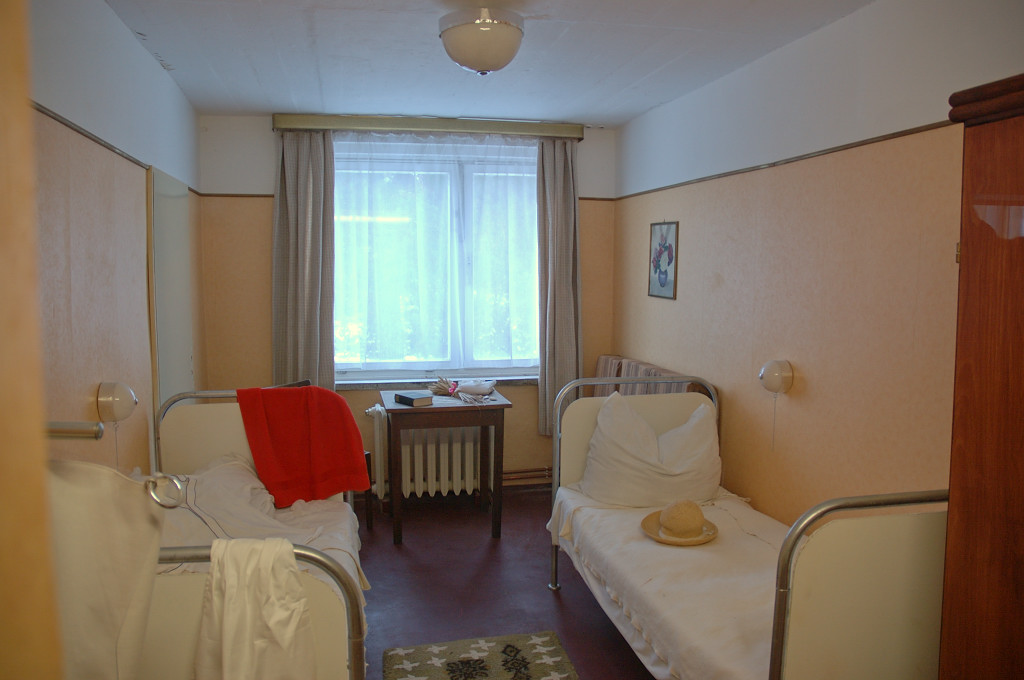
Ett rum i Prora som ställts iordning i 1937 års utförande som visning